# Searsia magalismontana
Searsia magalismontana är en sumakväxtart. Searsia magalismontana ingår i släktet Searsia och familjen sumakväxter.

## Underarter
Arten delas in i följande underarter:
- S. m. coddii
- S. m. magalismontana
- S. m. trifoliolata